# مگنولیا چینی
مگنولیا چینی (نام علمی: Magnolia sinensis) نام یک گونه از سرده ماگنولیا است.